# Charlie Peters (Volleyballspieler)
Charlie Peters (* 4. August 2000) ist ein deutscher Volleyballspieler.

## Karriere
Peters begann seine Karriere beim Berliner Volleyballverein Vorwärts. Von dort wechselte er zu TSGL Schöneiche. Mit dem Verein spielte er in der Saison 2022/23 in der zweiten Liga Nord. 2023 wurde der Diagonalangreifer vom Erstligisten Netzhoppers Königs Wusterhausen verpflichtet. Mit den Netzhoppers kam er in der Saison 2023/24 nicht über das DVV-Pokal-Achtelfinale und den letzten Platz in der Bundesliga hinaus. Auch 2024/25 spielt Peters für den Verein.